# Zračnodesantne enote
Zračnodesantne enote (angleško Air Assault Units) so sodobne pehotne enote, ki izvajajo zračne desante izključno s pomočjo helikopterjev.
Ker tudi večina današnjih zračnoprevoznih in padalskih enot uporablja ta način transporta, nastane problem zaradi poimenovanja. Večina takšnih »spornih« enot je obdržala stare nazive zaradi tradicije.

## Seznam
- seznam zračnodesantnih enot